# Colle di Medea
Colle di Medea este o arie protejată (arie specială de conservare — SAC, sit de importanță comunitară — SCI) din Italia întinsă pe o suprafață de 41 ha, integral pe uscat.

## Localizare
Centrul sitului Colle di Medea este situat la coordonatele 45°55′27″N 13°26′13″E / 45.9242°N 13.4369°E.

## Înființare
Situl Colle di Medea a fost declarat sit de importanță comunitară în septembrie 1995 pentru a proteja 7 specii de animale. Situl a fost protejat și ca arie specială de conservare în octombrie 2013.

## Biodiversitate
Situată în ecoregiunea continentală, aria protejată conține 4 habitate naturale: Fânețe de joasă altitudine (Alopecurus pratensis, Sanguisorba officinalis), Pajiști carstice calcaroase sau bazofile, de Alysso-Sedion albi, Pajiști uscate din regiunea submediteraneeană estică (Scorzoneratalia villosae), Păduri de Castanea sativa.
La baza desemnării sitului se află mai multe specii protejate:
- păsări (5): buha (Bubo bubo), corb (Corvus corax), sfrâncioc roșiatic (Lanius collurio), viespar (Pernis apivorus), silvie mediteraneană (Sylvia melanocephala)
- amfibieni (1): Triturus carnifex
- mamifere (1): liliacul mic cu potcoavă (Rhinolophus hipposideros)

Pe lângă speciile protejate, pe teritoriul sitului au mai fost identificate 5 specii de plante, 1 specie de mamifere, 1 specie de nevertebrate, 4 specii de reptile.